# Jordaaniella anemoniflora
Jordaaniella anemoniflora är en isörtsväxtart som först beskrevs av Harriet Margaret Louisa Bolus, och fick sitt nu gällande namn av Van Jaarsv. Jordaaniella anemoniflora ingår i släktet Jordaaniella och familjen isörtsväxter. Inga underarter finns listade i Catalogue of Life.

## Bildgalleri

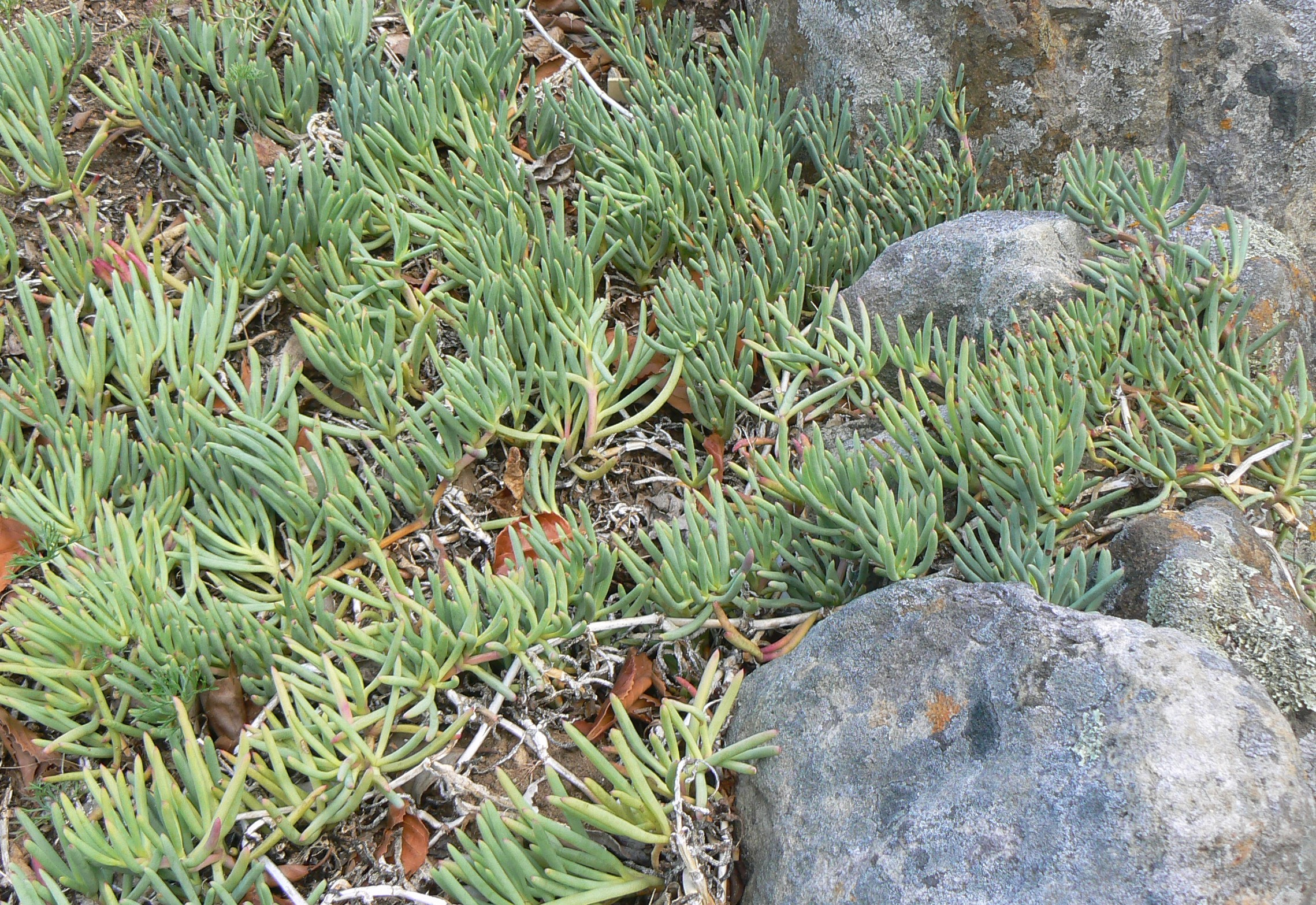
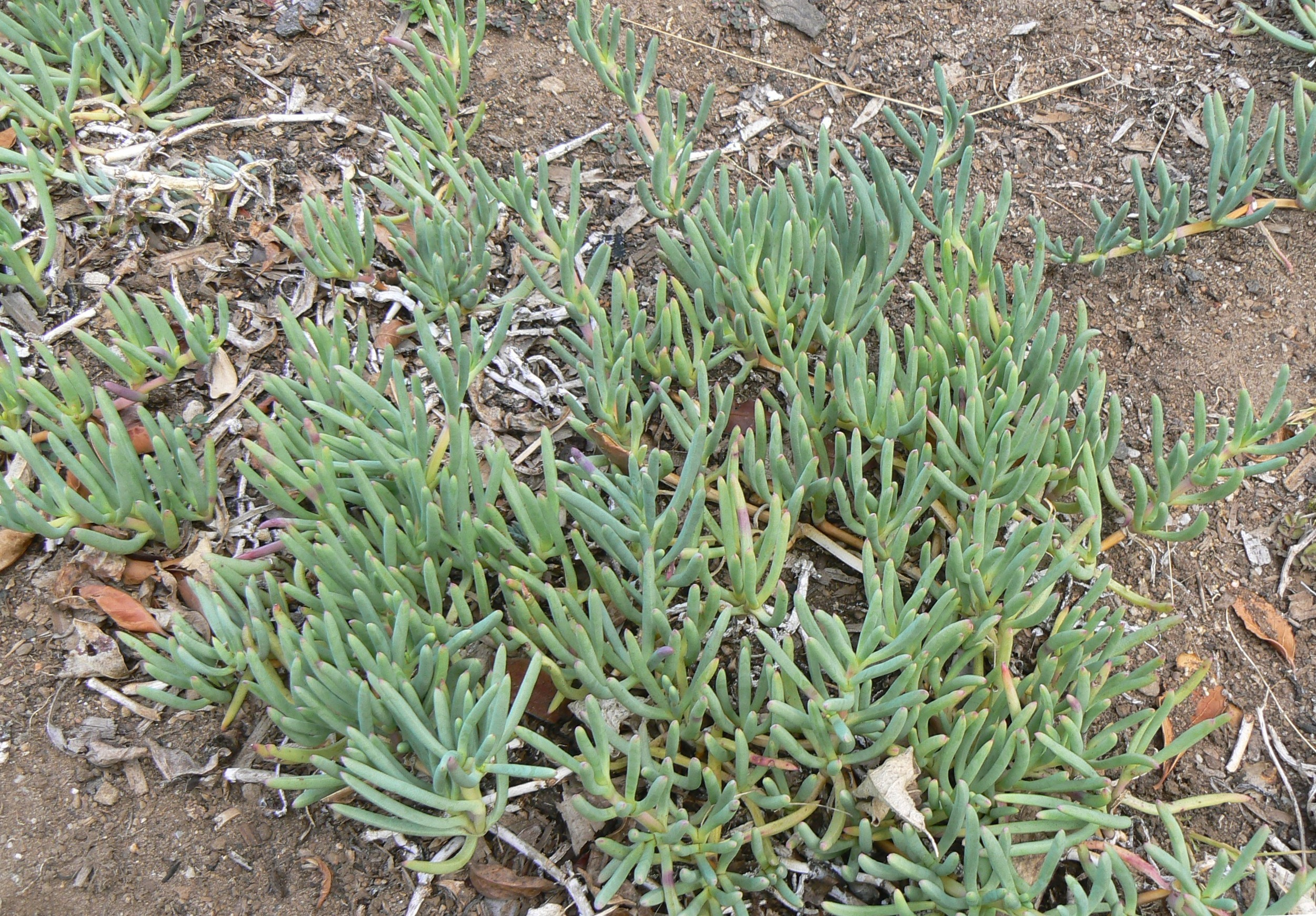
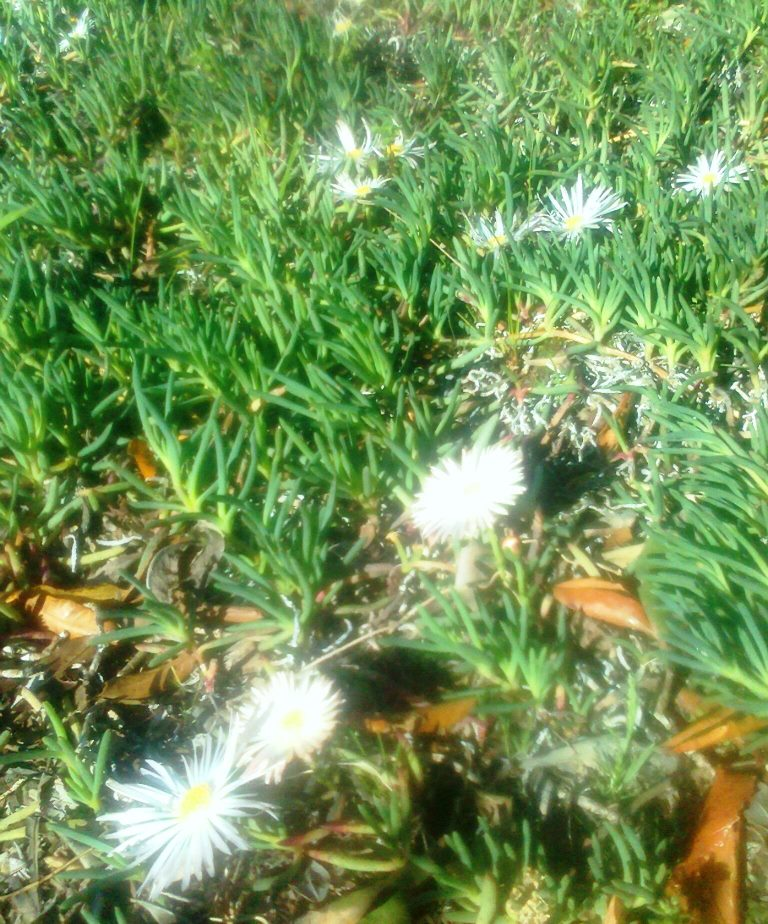
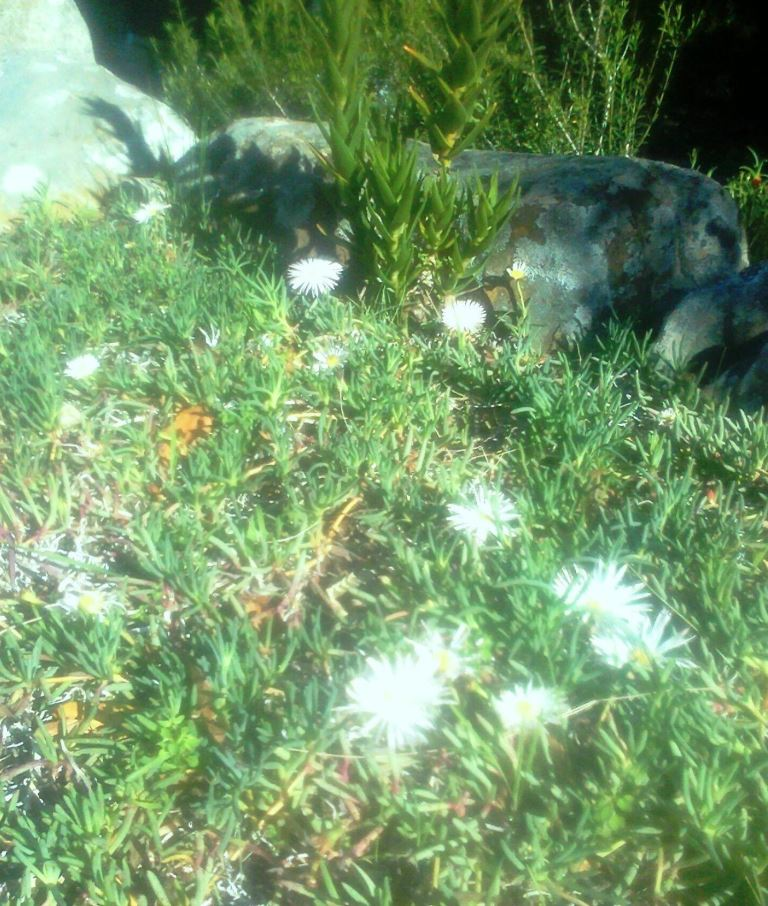
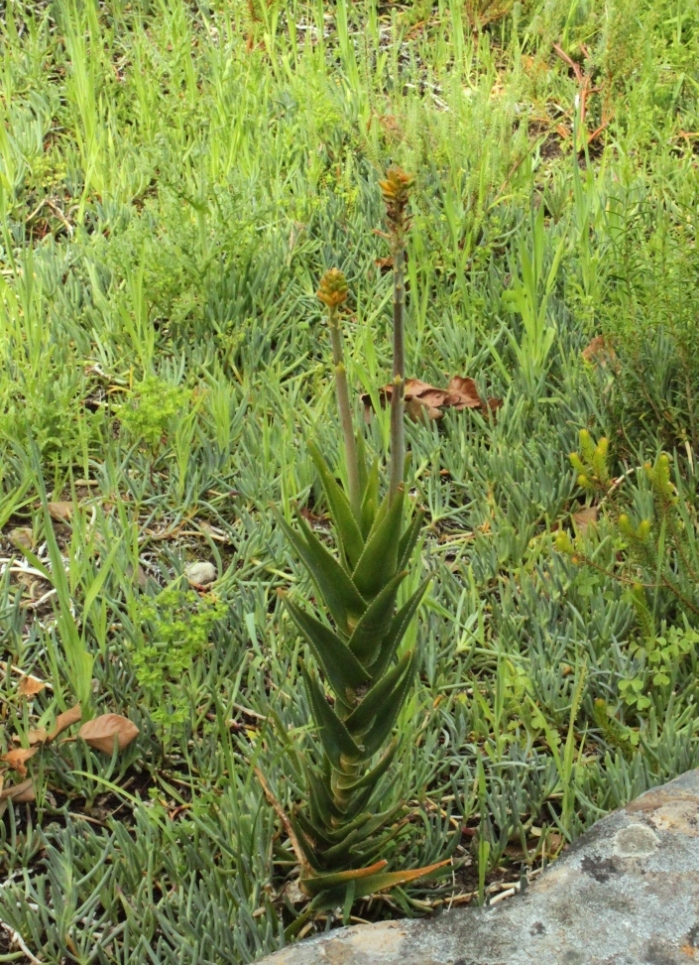